# Gruppentherapeutische Vereinigungen
Die Gruppenpsychotherapie und ihre Vertreter sind in der International Association for Group Psychotherapy (IAGP) und ihren Landesorganisationen organisiert.
Literatur, Weblinks und Referenzen zu den einzelnen Institutionen und Verbände finden sich jeweils im entsprechenden Artikel.

## Geschichte
Zwei rivalisierende Pioniere der Gruppenpsychotherapie – der Psychodramatiker Jakob L. Moreno und der Gruppenanalytiker Samuel Slavson – erkannten die Bedeutung von Austausch und schulenübergreifender Kooperation. Sie initiierten in den 1940er Jahren die beiden – heute noch bestehenden – amerikanischen Verbände und die Internationale Vereinigung für Gruppenpsychotherapie. Zu deren ursprünglich geplanten Geburtsstunde am Zweiten Gruppentherapeutischen Kongress Zürich im August 1957 kam es tatsächlich zu Handgreiflichkeiten zwischen Jakob L. Moreno und Samuel Slavson. Die IAGP wurde folglich erst sechzehn Jahre später – beim Fünften Kongress 1973, wiederum in Zürich – formal etabliert.

## Weltweit
International Association for Group Psychotherapy and Group Processes (IAGP)
Die IAGP ist die weltweite Dachorganisation für Gruppentherapeuten und Gruppenexperten, die in anderen professionellen Feldern tätig sind (z. B. Beratung, Erziehung etc.). Der Präsident heißt Jörg Burmeister. Die Organisation wurde 1954 in Toronto gegründet und 1973 nach Schweizer Recht registriert. Ziel der Vereinigung ist es, die Gruppenpsychotherapie und die professionelle Anwendung von Gruppen in anderen Kontexten in Theorie und Praxis, Ausbildung, Forschung und Beratung zu fördern. Derzeit sind Vertreter aus 23 Ländern in Funktionen tätig. Intern ist die IAGP in fünf Sektionen gegliedert: Familientherapie, Gruppenanalyse, Psychodrama, Organisationsberatung und transkulturelle Arbeit. Neben einem internationalen Kongress, der ungefähr alle drei Jahre stattfindet, werden regionale Kongresse, z. B. in Japan, Spanien oder Brasilien sowie eine Fortbildungsakademie in Granada abgehalten
World Council for Psychotherapy (WCP)
Im WCP gegründet im Jahr 1995, sind auch die oben genannten gruppentherapeutischen Richtungen vertreten. Der WCP veranstaltet alle drei Jahre einen internationalen Kongress.

## Europa
European Group Analytic Training Institutions Network (EGATIN)
Das EGATIN ist das Netzwerk jener europäischen Organisationen, die Ausbildungen in Gruppenanalyse anbieten. EGATIN versucht, auf gemeinnütziger Basis, den wissenschaftlichen und kulturellen Austausch in diesem Bereich zu fördern. Zugleich ist die Sicherstellung möglichst hoher Ausbildungsstandards ein Kernziel der Organisation.
European Association for Transcultural Group Analysis (EATGA)
Die EATGA wurde 1986 gegründet, um die kulturellen Grundlagen von Gruppen zu erforschen und den interkulturellen Austausch zwischen Gruppen- und Psychotherapeuten zu fördern.
European Federation for Psychoanalytic Psychotherapy in the Public Sector (EFPP)
Die EFPP ist die europäische Dachorganisation für psychoanalytische Psychotherapie im öffentlichen Sektor. Sie ist in drei Sektionen gegliedert: Einzeltherapie für Erwachsene, Kinder- und Jugendtherapie sowie Gruppenanalyse.
Group Analytic Society (GAS)
Die GAS (dt.: Gesellschaft für Gruppenanalyse) mit Sitz in London wurde 1952 unter anderem von S. H. Foulkes, Jane Abercrombie, James Anthony, Patrick DeMare, Norbert Elias gegründet und sollte die Entwicklung der Gruppenanalyse sowohl im klinischen, als auch im ambulanten Bereich erforschen und fördern. Die GAS veranstaltet alle drei Jahre in einer anderen europäischen Metropole einen Internationalen Kongress, 2008 in Dublin, 2011 in London.
Internationale Arbeitsgemeinschaft für Gruppenanalyse (IAG)
Die IAG mit Sitz wurde in Bonn wurde von den Psychoanalytikern Michael Hayne (Königswinter), Alice Ricciardi (Rom) und Josef Shaked (Wien) gegründet. Alle drei sind bzw. waren Mitglieder der Group Analytic Society in London. Alljährlich werden Aus- und Weiterbildungskurse in Altaussee veranstaltet, u. a. mit Referenten aus Großbritannien, Iran, Israel und Norwegen.
European Association for Psychotherapy
Die EAP hat ihren Sitz in Wien. Präsident ist Mony Elkaim, Generalsekretär ist Alfred Pritz. Die EAP repräsentiert 128 Organisationen aus 41 Ländern mit mehr als 120.000 Psychotherapeuten, darunter auch zahlreiche Gruppentherapeuten.

## Deutschland
- Deutscher Arbeitskreis für Gruppenpsychotherapie und Gruppendynamik (DAGG) – 2011 aufgelöst
- Deutsche Gesellschaft für Gruppenanalyse und Gruppenpsychotherapie (D3G)

## Österreich
- Österreichischer Arbeitskreis für Gruppentherapie und Gruppendynamik (ÖAGG)
- Österreichische Gesellschaft für Gruppendynamik und Organisationsberatung (ÖGGO)

## Schweiz
- die Schweizerische Gesellschaft für Gruppenpsychologie und Gruppendynamik, SGGG wurde 1992 aufgelöst bzw. 
 in die Schweizerische Gesellschaft für Gruppendynamik, SGGD überführt und 2000 ganz aufgelöst.

## Vereinigte Staaten
- American Group Psychotherapy Association (AGPA)
- American Society of Group Psychotherapy and Psychodrama (ASPA)

## Methoden
Die Methoden der Gruppenpsychotherapie sind vielfältig. Vorwiegend und bevorzugt mit Gruppen arbeiten folgende psychotherapeutische Methoden oder Ausrichtungen, die alle in der IAGP vertreten sind, aber auch eigenständige Verbandstrukturen gebildet haben:
- Gestalttherapie nach Fritz und Laura Perls, sowie Paul Goodman
- Gruppendynamik nach Kurt Lewin und Raoul Schindler
- Gruppenpsychoanalyse nach Joseph H. Pratt, Trigant Burrow und Paul Schilder
- Psychodrama nach Jakob L. Moreno
- Systemische Therapie, Familientherapie
- Transaktionsanalyse nach Eric Berne
- Verhaltenstherapie

## Zeitschriften und Internetpublikationen
In englischer Sprache
Der Newsletter Group Analytic Contexts ist direkter Nachfolger der Group Analysis International Panel and Correspondence (GAIPAC), der seit 1967 unter Leitung von S.H. Foulkes von der Group Analytic Society (GAS) herausgegeben wurde. Die GAS publiziert auch – im Verlage Sage – die Zeitschrift Group Analysis.
In deutscher Sprache
- Arbeitshefte Gruppenanalyse
- Feedback
- gruppenanalyse, Zeitschrift für gruppenanalytische Psychotherapie
- Gruppendynamik und Organisationsberatung. Zeitschrift für angewandte Sozialpsychologie
- Gruppenpsychotherapie und Gruppendynamik
- Österreichisches Jahrbuch für Gruppenanalyse
- Psychosozial